# Kanton Pontarlier
Der Kanton Pontarlier ist seit 1790 ein französischer Wahlkreis im Département Doubs in der Region Bourgogne-Franche-Comté. Er umfasst zehn Gemeinden im Arrondissement Pontarlier und hat seinen Hauptort (frz.: bureau centralisateur) in Pontarlier. Im Rahmen der landesweiten Neuordnung der französischen Kantone wurde er im Frühjahr 2015 erheblich verkleinert.

## Gemeinden
Der Kanton besteht aus zehn Gemeinden mit insgesamt 28.580 Einwohnern (Stand: 1. Januar 2022) auf einer Gesamtfläche von 154,42 km²:
| Gemeinde           | Einwohner 1. Januar 2022 | Fläche km² | Dichte Einw./km² | Code INSEE | Postleitzahl |
| ------------------ | ------------------------ | ---------- | ---------------- | ---------- | ------------ |
| Chaffois           | 1.032                    | 16,25      | 64               | 25110      | 25300        |
| Dommartin          | 819                      | 6,39       | 128              | 25201      | 25300        |
| Doubs              | 3.309                    | 8,94       | 370              | 25204      | 25300        |
| Granges-Narboz     | 1.355                    | 16,22      | 84               | 25293      | 25300        |
| Houtaud            | 1.197                    | 7,89       | 152              | 25309      | 25300        |
| La Cluse-et-Mijoux | 1.317                    | 22,50      | 59               | 25157      | 25300        |
| Pontarlier         | 17.928                   | 41,35      | 434              | 25462      | 25300        |
| Sainte-Colombe     | 482                      | 10,49      | 46               | 25515      | 25300        |
| Verrières-de-Joux  | 472                      | 10,15      | 47               | 25609      | 25300        |
| Vuillecin          | 669                      | 14,24      | 47               | 25634      | 25300        |
| Kanton Pontarlier  | 28.580                   | 154,42     | 185              | 2516       | –            |

Bis zur landesweiten Neuordnung der französischen Kantone im März 2015 gehörten zum Kanton Pontarlier die 24 Gemeinden Bannans, Bouverans, Chaffois, Dommartin, Doubs, Granges-Narboz, Houtaud, La Cluse-et-Mijoux, La Planée, La Rivière-Drugeon, Les Fourgs, Les Grangettes, Les Hôpitaux-Neufs, Les Hôpitaux-Vieux, Malbuisson, Malpas, Montperreux, Oye-et-Pallet, Pontarlier, Saint-Point-Lac, Sainte-Colombe, Touillon-et-Loutelet, Verrières-de-Joux und Vuillecin. Sein Zuschnitt entsprach einer Fläche von 314,13 km2. Er besaß vor 2015 einen anderen INSEE-Code als heute, nämlich 2520.

## Politik
| Vertreter im Departementrat | Vertreter im Departementrat   | Vertreter im Departementrat |
| Amtszeit                    | Namen                         | Partei                      |
| --------------------------- | ----------------------------- | --------------------------- |
| 2004–2015                   | Christian Bouday              | DVG                         |
| 2015–                       | Florence Rogeboz Pierre Simon | UD                          |